# Transit Authority of River City
Le Transit Authority of River City (TARC) est la principale compagnie de transport public de la zone métropolitaine de Louisville mais aussi des comtés voisins de Bullitt, d'Oldham, de Clark et de Floyd dans le sud de l'Indiana. Le système est apparu en 1974.

## Histoire
Les premiers services débutèrent dans les années 1950, il s'agissait alors de la compagnie privée Louisville Transit Company qui fournissait des lignes de bus et de trolleys dans la ville. Ce n'est qu'en 1974 que la compagnie privée devint une compagnie publique tout en étant renommée Transit Authority of River City. Les concitoyens avaient exprimé leurs opinions lors d'un référendum controversé qui voyait augmenter les taxes en échange de meilleurs transports publics.
Le TARC gère essentiellement une flotte de bus qui se déplace dans la zone de Louisville. Il gère également quelques trolleys fonctionnant au gasoil routier dans les zones commerciales et touristiques du quartier de Downtown Louisville. Le TARC est aussi le propriétaire de la gare Union Station.